# Zigzag udatji
Zigzag udatji (russisk: Зигзаг удачи) er en sovjetisk spillefilm fra 1968 af Eldar Rjasanov.

## Medvirkende
- Jevgenij Leonov som Vladimir Oresjnikov
- Irina Skobtseva som Lidija Sergejevna
- Valentina Talyzina som Alevtina Vasiljevna
- Jevgenij Jevstignejev som Ivan Kalatjev
- Aleksej Gribov som Kirill Polotentsev